# Viver de Morrer
Viver de Morrer é um filme brasileiro de drama de 1972, dirigido e escrito Jorge Ileli. Nos papéis principais estão Odete Lara,Mário Benvenutti, Carlo Mossy, Sônia Clara e Amiris Veronese, além das participações de Yara Cortes, Myriam Pérsia, Fregolente e Jorge Dória. O filme foi distribuído pela Metro-Goldwyn-Mayer do Brasil, com estreia em 19 de junho de 1972 .

## Sinopse
Maria (Odete Lara), após anos de irrealização conjugal com Marcelo (Mário Benvenutti), está prestes a continuar sozinha sua batalha contra uma situação financeira precária. O marido, no entanto, forjou um plano que pode livrá-los de todos os embaraços. Pretende dar um golpe numa companhia de seguros: o crime perfeito. É preciso encontrar a vítima. Eventualmente, numa estrada, dá carona a um vagabundo que tem as medidas necessárias para - com o rosto desfeito - passar por ele, dando a Marcelo uma morte civil. Transferida a identidade e cometido o crime, Maria receberá o dinheiro do seguro. Depois do reconhecimento do cadáver e de um enterro que não passa de uma farsa, a mulher - com o dinheiro nas mãos - liquida Marcelo. Está matando uma sombra, já que o marido perdera a identidade social. Agora, Maria poderá levar uma vida livre, ao lado do jovem amante Carlos, com que pensa ter descoberto o caminho da realização. Carlos (Carlo Mossy) procura uma terceira vítima para continuar a mecânica do golpe infalível. O cadáver para a morte civil de Maria é encontrado em Regina (Amiris Veronese), uma mulher solitária às portas do suicídio. O jogo de viver morrer prosseguirá, em seu ciclo imprevisível, envolvendo uma personagem misteriosa e maquiavélica, que surge ao redor de todas essas vidas como um anjo do extermínio

## Elenco[2]
- Odete Lara como Maria
- Mário Benvenutti como Marcelo
- Carlo Mossy  como Carlos
- Amiris Veronese como Regina
- Sônia Clara como Estela
- Myriam Pérsia
- Fregolente
- Yara Cortes
- Jorge Dória
- Angelito Mello
- Labanca